# Manuel Quintano Bonifaz
Manuel Quintano Bonifaz (Salas de los Infantes, Provincia de Burgos,1699 - ? , 1774) fue un sacerdote secular español que desempeñó diversos puestos eclesiásticos; fue obispo auxiliar de Toledo, obispo de Farsalia, confesor del rey Fernando VI, director de la Biblioteca Real e inquisidor general.
| Predecesor: Francisco Rábago y Noriega        | Bibliotecario Mayor de la Real Biblioteca 1755 - 1761 | Sucesor: Juan Manuel de Santander |
| Predecesor: Francisco Pérez de Prado y Cuesta | Inquisidor general 1755 - 1774                        | Sucesor: Felipe Bertrán Serrano   |